# John Rambo
John Rambo, född 1661 i Philadelphia i Pennsylvania i Amerika, död 17 oktober 1741 i Gloucester County i New Jersey, var en svensk-amerikansk ämbetsman och jordägare. Han var stamfader för släkten Rambo i Delaware. 
Rambo blev representant i West Jersey fullmäktige församling 1679 och tjänstgjorde som fredsdomare 1695-1710 i flera perioder. Han var en av de första svenskarna som invaldes i den lagstiftande församlingen för New Jersey, och var domare i Gloucester Countys häradsrätt 1695-1697. 
John Rambo var yngst av de åtta barnen till Peter Gunnarson Rambo, en av de första kolonisatörerna i Nya Sverige. Han gifte sig 1685 med Brigitta Cock, och paret fick nio barn:
- Brigitta, född 1685
- Catherine, född 1689
- Margaret, född 1691
- John, född 1692 (överlevde föräldrarna)
- Peter, född 1694 (överlevde föräldrarna)
- Maria, född 1695
- Andrew, född 1701
- Gabriel, född ? (överlevde föräldrarna)
- Deborah född ? (överlevde föräldrarna)